# Jacqueline Desmiers de Chenon
Pour les articles homonymes, voir Chenon.
La comtesse Jacqueline Desmiers de Chenon (Paris, 28 juin 1887 - Paris, 24 mars 1959) est une illustratrice française.

## Biographie
Fille de colonel d'artillerie, Jacqueline Piarron de Mondésir se maria à un jeune capitaine, Georges Desmiers de Chenon, mort au combat en 1915 à l'âge de 30 ans.
Elle illustra plusieurs contes pour enfants édités par la Maison Mame et Cie et exposa au Salon des artistes français en 1938. Elle était la petite-fille par alliance du collectionneur baron Arthur Chassériau.

## Œuvre
Illustrations
- Enfants, poésies de Mme Marceline Desbordes-Valmore, illustrations en camaïeu de la Comtesse Desmiers de Chenon, édité par Maison Mame (1923)
- Colette et Simone par Valdor, illustrations de la Comtesse Desmiers de Chenon, édité par Maison Mame (1931)
- Les Petites Filles modèles par la Comtesse de Ségur, illustrations de la Comtesse Desmiers de Chenon, édité par Maison Mame (1935)
- Les Malheurs de Sophie par la Comtesse de Ségur, illustrations de la Comtesse Desmiers de Chenon, édité par Maison Mame (1943)

Auteur
- Ma poésie par la Comtesse Desmiers de Chenon, édité par Maison Alfred Mame et fils (1925)
- Les Mille et Une Nuits, Adaptation de la Comtesse Desmiers de Chenon, illustrations de Raymond de La Neziere, édité par Alfred Mame et Fils, Tours (1932)

## Galerie

Œuvres de Jacqueline Desmier de Chenon
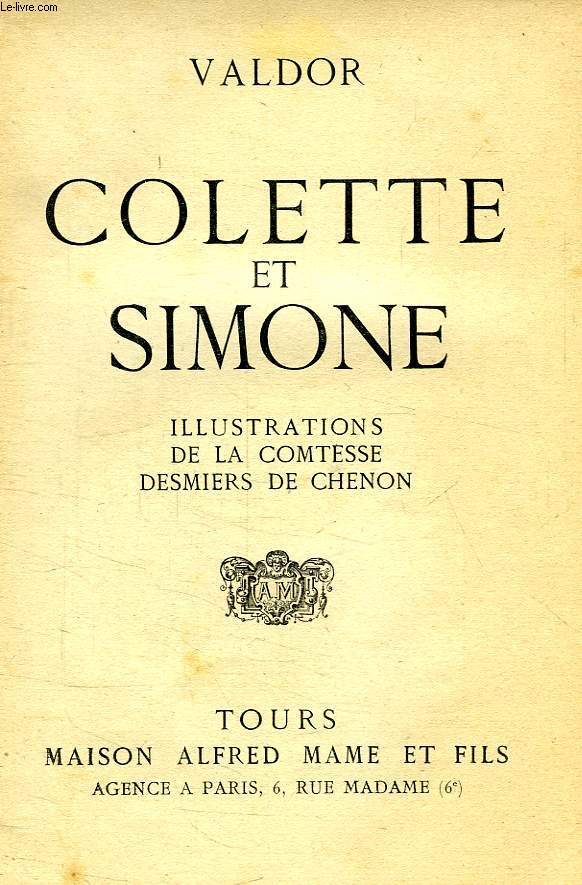
Colette et Simone par Valdor, Illustrations de la Comtesse Jacqueline Desmiers de Chenon, Éditions Mame  à Tours (1931).